# Детский Дом (посёлок)
Детский Дом — посёлок в Пермском крае России. Входит в Чайковский городской округ.

## Географическое положение
Поселок расположен в восточной части Чайковского городского округа на расстоянии примерно 5 километров к юго-западу по прямой от села Завод Михайловский.

## История
В 20-х годах XX  века  на  базе  дачи  купца и лесопромышленника П. А. Башенина была  создана  детская колония, позднее детский дом, переведенный в 1966 году в город Чайковский. 
С 2004 по 2018 гг. посёлок входил в Фокинское сельское поселение Чайковского муниципального района.

## Население
Постоянное население в 2002 году 11 человек (100% русские), в 2010 4 человека.

## Климат
Климат континентальный, с холодной продолжительной зимой и теплым коротким летом. Средняя годовая температура воздуха составляет 1,8о. Самым теплым месяцем является июль (18,2о), самым холодным  - январь (-14,7о), абсолютный максимум достигает 38о, абсолютный минимум  -49о. Снежный покров устанавливается в первой декаде ноября, максимальной высоты 44-45 см достигает во второй – третьей декадах марта и полностью оттаивает к концу апреля. Последние весенние заморозки приходятся в среднем на 22 мая, а первые осенние – на 19 сентября. Продолжительность безморозного периода составляет 119 дней..